# Rio Ubazinho
O rio Ubazinho é um curso de água que banha o estado do Paraná.
Ele nasce na serra da Laranjeira no município de Cândido de Abreu, região central do estado do Paraná, e percorre cerca de 30 km de sua nascente até a foz no rio Ivaí.